# Is This It
Is This It è l'album d'esordio del gruppo statunitense The Strokes, pubblicato nel 2001 dalla RCA/BMG.

## Il disco
L'album uscì in Inghilterra il 27 agosto 2001. La pubblicazione negli USA, prevista per l'11 settembre 2001, fu posticipata al 9 ottobre dello stesso anno in seguito agli attentati dell'11 settembre 2001. La canzone New York City Cops, presente nell'edizione europea, fu sostituita nella versione statunitense da When It Started. Questa sostituzione avvenne per la frase del ritornello di New York City Cops potenzialmente offensiva nei confronti dei poliziotti di New York: «New York City cops. They ain't too smart» (in italiano: "Poliziotti di New York. Non sono troppo svegli"). New York City Cops venne comunque suonata durante i concerti e venne pubblicata negli Stati Uniti come B-side nel singolo di Hard to Explain.
Le due versioni, europea e statunitense, si distinguono anche per le diverse copertine. Sulla copertina della versione europea una foto del fotografo Colin Lane rappresenta il particolare di una ragazza che si accarezza il fondoschiena con la mano guantata. Sulla copertina della versione americana è raffigurato "Big Bang", particolare della collisione di particelle effettuata nell'acceleratore di particelle del CERN. La sostituzione della copertina avvenne per evitare problemi di censura. Quella europea è considerata la vera copertina del disco.

## Tracce
1. Is This It - 2:35
2. The Modern Age - 3:32
3. Soma - 2:37
4. Barely Legal - 3:58
5. Someday - 3:07
6. Alone, Together - 3:12
7. Last Nite - 3:17
8. Hard to Explain - 3:47
9. New York City Cops - 3:36
  - When It Started - 2:57 appare al posto di New York City Cops nell'edizione americana su CD dell'album, mentre quella su vinile mantiene la scaletta europea
10. Trying Your Luck - 3:27
11. Take It or Leave It - 3:16

## Lista tracce DVD
Nel 2002 Is This It venne ripubblicato con un DVD contenente dei video e una esibizione su MTV.
1. Last Nite
2. Hard To Explain
3. Someday
4. New York City Cops
5. The Modern Age

- Tracce 1-3: Videoclip
- Tracce 4-5: tratte da un'esibizione su MTV2

## Formazione
- Julian Casablancas - voce
- Nick Valensi - chitarra
- Albert Hammond Jr. - chitarra
- Nikolai Fraiture - basso
- Fabrizio Moretti - batteria

## Accoglienza
Osannati su entrambe le sponde dell'Atlantico, gli Strokes catturarono l'interesse di pubblico e critica, anche se la risposta del primo non seguì le previsioni. Nonostante ciò, Is This It ebbe successo grazie anche a una serie di canzoni come The Modern Age, Last Nite, Hard to Explain e Someday e portò l'LP al secondo posto nel Regno Unito e al 33º negli Stati Uniti.
Nel 2003 Is This It è stato inserito al 367º posto della classifica dei 500 migliori album secondo Rolling Stone. Nel 2008 Rolling Stone ha inserito Take It or Leave It, brano di chiusura dell'album, al 71º posto nella classifica delle 100 migliori canzoni per chitarra.
Nel 2005 è stato dichiarato l'89º album più bello della storia da parte della televisione inglese Channel 4.
L'album si è posizionato secondo nella classifica dei 100 migliori album degli anni 2000 secondo Rolling Stone e primo nell'analoga classifica di NME.
Fino al 2007 Is This It ha venduto oltre tre milioni e cinquecentomila copie in tutto il mondo.